# Рубан, Николай Осипович
Никола́й О́сипович (Ио́сифович) Ру́бан (17 января 1913, Везенберг, Российская империя, (ныне Раквере, Эстония) — 22 февраля 1987, Москва, СССР) — советский певец оперетты, лирический тенор, заслуженный артист РСФСР (1959), лауреат Сталинской премии (1950), заслуженный артист Карело-Финской ССР (1943). Председатель Федерации бадминтона СССР.

## Биография
Николай Рубан родился 17 января 1913 года, в день 50-летнего юбилея К. С. Станиславского. Поскольку артистов в семье до этого не было, знакомые родителей мальчика, видя явную его склонность к музыке, шутили: «Как бы это совпадение не оказалось фатальным».
В 1920-х годах семья переехала в Ленинград, где Николай поступил в школу, не прекращая заниматься музыкой. Азы музыкальной грамоты мальчик постиг в оркестре народных инструментов, где играл на домре. Пел в хоре.
После окончания школы Николай Рубан работал на ленинградском заводе «Электрик» и продолжал учиться пению на вечерних курсах в музыкальном техникуме, а затем в вечерней рабочей консерватории. Не стремясь, однако, к профессиональной певческой карьере, Рубан окончил Ленинградский политехнический институт и поступил старшим инженером в заводское конструкторское бюро. Стать певцом ему помог случай.
В 1936 году, ещё будучи студентом политехнического института, Николай, как победитель Олимпиады художественной самодеятельности Ленинграда, был принят в школу пения при Ленинградском государственном Академическом театре оперы и балета имени С. М. Кирова, в класс заслуженного артиста РСФСР А. М. Давыдова. Первые выступления Николая Рубана по окончании этой школы состоялись в 1937 году на Ленинградском радио, а вскоре и на эстраде.
В 1939 году молодой певец дебютировал на сцене Ленинградского областного театра оперетты в роли Григория в музыкальной комедии С. Заславского «Соловьиный сад».
В 1941—1945 годах выступал ведущим солистом Музыкального театра Карело-Финской ССР, где переиграл весь его основной репертуар в амплуа и героя, и простака. Во время Великой Отечественной войны Рубан гастролировал с театром по стране, и его работы были отмечены в прессе. В частности, газета «Ленинградское знамя» в рецензии на оперетту Р. Планкета «Корневильские колокола» писала: 

Яркий, благородный облик де Корневиля, прославляющего храбрость и личное мужество, заставляет зрителя глубоко ему симпатизировать. Маркиз де Корневиль, созданный Рубаном, — несомненный успех талантливого артиста. Отличные голосовые данные и приятные манеры игры помогли ему создать запоминающийся, колоритный образ.
В театре Рубан играл не только в классических опереттах. Одной из лучших его работ стала роль в музыкальной комедии Б. Александрова «Девушка из Барселоны». Успехи артиста на сцене были отмечены присвоением ему звания заслуженного артиста Карело-Финской республики.
По окончании войны Николай Рубан был приглашён на работу в Москву. Певец вначале выступал в Московском театре миниатюр.
В 1946—1959 годах выступал солистом Московского театра оперетты. Среди образов, созданных артистом на сцене этого театра, герои оперетт «Моя Гюзель» Б. Александрова, «Летучая мышь» Иоганна Штрауса, «Трембита» Ю. Милютина.
Сам артист так высказывался о своём любимом жанре: 

Оперетта — это жанр молодых, и, конечно же, это жанр весёлый, романтический — героика и смех рядом. Поэтому-то я очень люблю роли героев-простаков, таких, например, как граф Данило из Легаровской «Весёлой вдовы», тут есть, что попеть, что сыграть и что станцевать. Или, например, роль старшины Мальцева из оперетты М. Блантера «На берегу Амура» — развесёлого удалого моряка, в котором одновременно уживается и остроумный балагур, и смелый, находчивый пограничник. Роль Бориса Корецкого в ревю Д. Шостаковича «Москва, Черёмушки» тоже пришлась мне по сердцу. Это характер сложный, в чём-то противоречивый; сверху наносное, бравада, а внутри — понимание своей неустроенности в жизни, своей пока что не сложившейся судьбы. И, как результат — вера зрителя в то, что он в конце концов станет человеком. Такие роли играть интересно.
В 1957 году увлёкся бадминтоном, стал одним из зачинателей этого вида спорта в СССР. C 1961 года — председатель Федерации бадминтона СССР.
Роль Корецкого — последняя работа Николая Рубана в Московском театре оперетты. C 1959 года гастролировал в театрах оперетты периферии, выступал на радио и телевидении как актёр и режиссёр.
В 1960 году перешёл в основном на гастрольную и концертную работу. С сольными концертами и спектаклями он объехал всю страну, побывал за рубежом. В эти годы он начал пробовать свои силы и в режиссуре; помимо театральных постановок — «Марицы», «Сильвы», «Роз-Мари», он осуществил ряд телевизионных спектаклей — «Акулина», «Трембита». Им написано 9 опереточных либретто, в том числе «Звёздные дороги» (муз. И. Дунаевского), «Кумоха» (муз. Р. Пергамента), «Корневильские колокола» (муз. Р. Планкета). Продолжал выступать на эстраде, радио и телевидении.
Автор книги «Всю войну на колёсах. Воспоминания о прифронтовом театре» (1983).
Умер 22 февраля 1987 года. Похоронен на 32 участке Ваганьковского кладбища.

## Творчество

#### Театральные работы
- «Акулина» И. Н. Ковнер — Алексей
- «Баронесса Лили» Йенё Хуска — Ласло
- «Баядера» Имре Кальмана — Принц Раджами
- «Беспокойное счастье» Ю. С. Милютина — Андрей
- «Весёлая вдова» Франц Легар — граф Данило
- «Воздушный замок» О. Б. Фельцмана — Жак
- «Вольный ветер» И. О. Дунаевского — Янко
- «Граф Люксембург» Франц Легар — Брисар, Ренэ
- «Девичий переполох» Ю. С. Милютина — Юрий Токмаков
- «Девушка из Барселоны» Б. А. Александрова — Басов
- «Золотая долина» И. О. Дунаевского — Николай
- «Корневильские колокола» Робер Планкета — Де Корневиль
- «Летучая мышь» И. Штрауса — Генрих Айзенштайн
- «Любовь и спорт» Ю. М. Слонова — Борис
- «Любушка» Ю. С. Милютина — Леонид
- «Марица» Имре Кальмана — Тассило
- «Москва, Черёмушки» Д. Д. Шостаковича — Борис Корецкий
- «Моя Гюзель» Б. А. Александрова — Донченко
- «На берегу Амура» М. И. Блантера — Мальцев
- «Оклахома!» Р. Роджерса и О. Хаммерстайна — Вилли
- «Перикола» Жак Оффенбах — Пикильо
- «Рип-Рип» Р. Планкета — Рип
- «Роз-Мари» Рудольф Фримль и Герберт Стотхарт — Джим
- «Самое заветное» В. Соловьёв-Седой — Павел
- «Свадьба в Малиновке» Б. А. Александрова — Андрейка
- «Сильва» Имре Кальмана — Бони, Эдвин
- «Соловьиный сад» С. Заславский — Григорий
- «Сорочинская ярмарка» А. П. Рябова — Гриць
- «Сын клоуна» И. О. Дунаевского — Максим
- «Только мечты» Б. Кырвера — Оскар
- «Трембита» Ю. С. Милютина — Микола
- «Фиалка Монмартра» Имре Кальмана — Рауль
- «Холопка» Н. М. Стрельникова — Никита Батурин
- «Царевич» Франц Легар — Царевич
- «Чином Палко» Ф. Фаркиша — Чином Палко

#### Участие в кинофильмах
- «Мастера венгерской оперетты» (документальный, 1956)
- «Сказки русского леса» (1966) — песня о зиме из оперетты «Холопка» (нет в титрах)
- «Сильва» (фильм-спектакль, 1976) — Ферри

#### Участие в радиомонтажах оперетт
- «Парижская жизнь» Ж. Оффенбаха — Рауль Гардефе
- «Трапезундская принцесса» Ж. Оффенбаха — Рафаэль
- «Граф Люксембург» Ф. Легара — Бриссар
- «Принцесса цирка» И. Кальмана — Тони
- «Сильва» И. Кальмана — Бони
- «Трембита» Ю. С. Милютина — Микола
- «Акулина» И. Ковнера — Алексей Берестов
- «Москва, Черёмушки» Д. Д. Шостаковича — Борис

## Признание и награды
- Заслуженный артист Карело-Финской ССР (1943)
- Заслуженный артист РСФСР (1959)
- Сталинская премия второй степени (1950) — за исполнение роли Миколы в оперетте Ю. С. Милютина «Трембита»

## Сочинения
- Рубан Н. О. Всю войну на колёсах: Воспоминания о прифронтовом театре. — Петрозаводск, 1983

## Память
- В МГТУ имени Н. Э. Баумана проводится традиционный турнир памяти первого председателя федерации бадминтона СССР Николая Осиповича Рубана[5]